# BMC・"ファリーナ"・サルーン

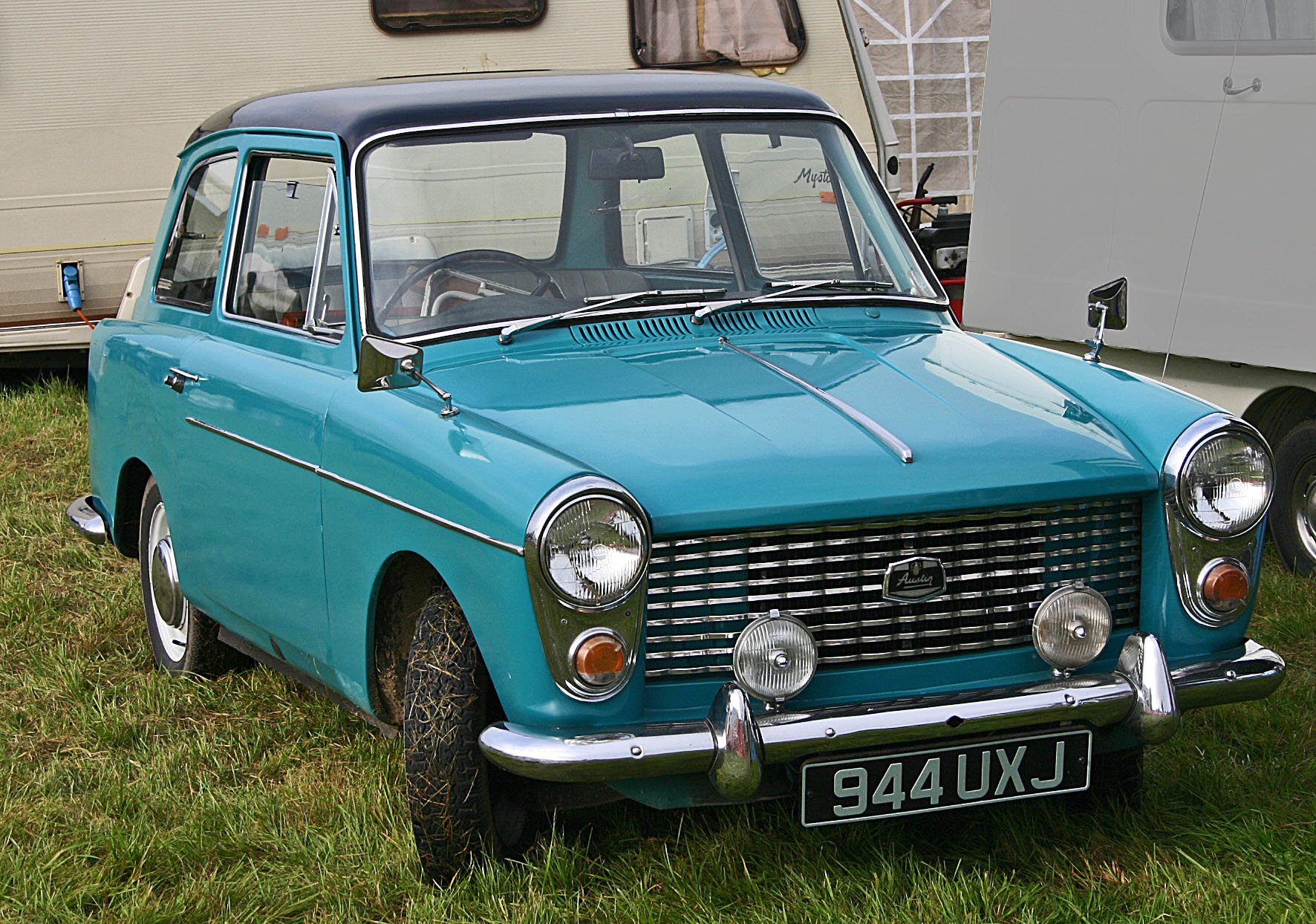
オースチン・A40

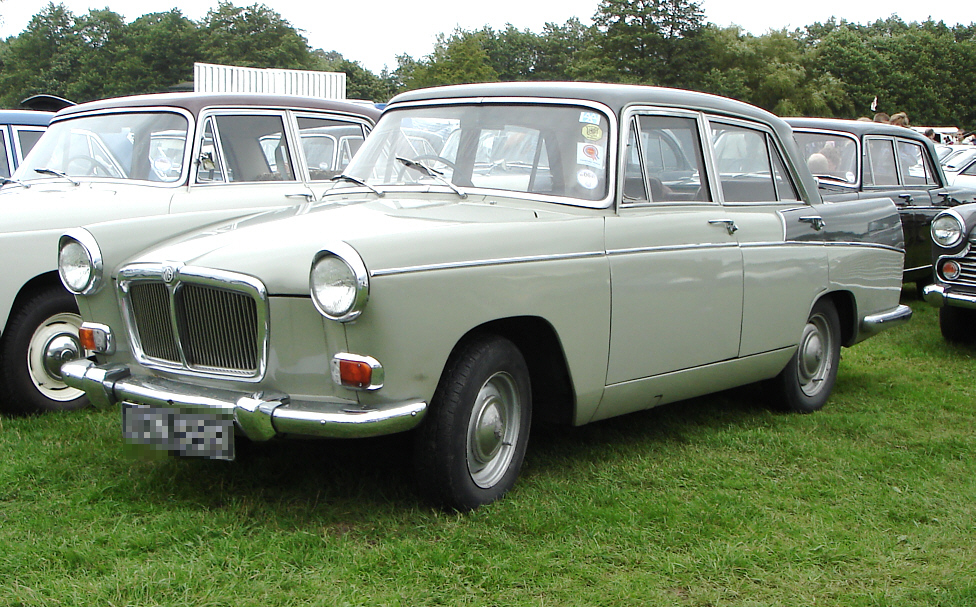
MG・マグネットMk III

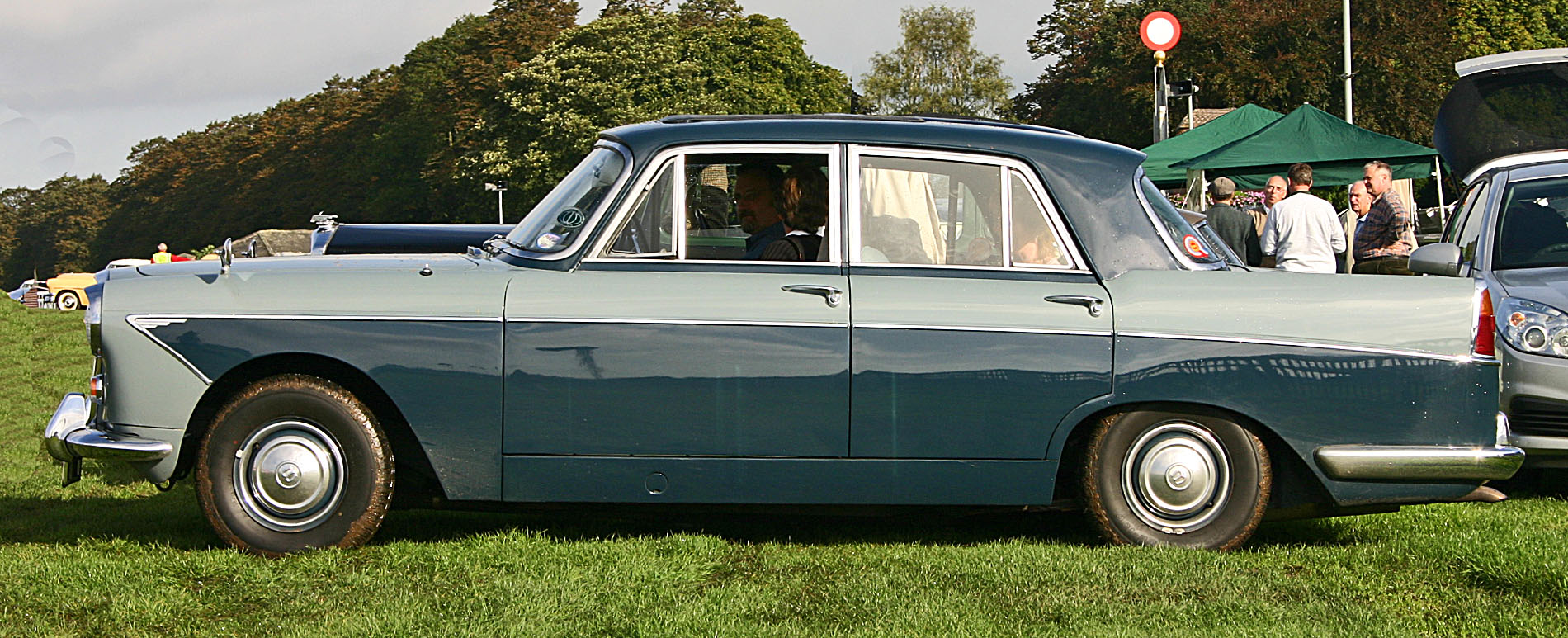
ウーズレー・6/110

BMC・"ファリーナ"・サルーンとは、イギリスの自動車メーカー・ブリティッシュ・モーター・コーポレーション (BMC) が1958年以降、イタリアの自動車デザイナー・バッティスタ・ファリーナを起用して開発した3種類の乗用車の通称である。正式名称ではないが、特に英国では広く通用している。
最初に登場したのは1958年のオースチン・A40で、テールに上下2分割式のテールゲートを持ち、今日のハッチバック車の元祖とされている。A40は1967年まで生産された。
続いて同じ1958年に中型サルーンが登場、こちらは当時のBMCのバッジエンジニアリング政策に則り、モーリス・オックスフォードV、MG・マグネットMk III、オースチン・A55・ケンブリッジMk II、ウーズレー・15/60、ライレー・4/68として、異なるエンジンのチューニングと内装を与えられて販売された。当初のモデルは大きなテールフィンを持っていたが、1961年のマイナーチェンジで修正され、車名はモーリス・オックスフォードV、MG・マグネットMk IV、オースチン・A60・ケンブリッジ、ウーズレー・16/60、ライレー・4/72となり、1968年まで(モーリスは1971年まで)生産された。
1959年には大型乗用車として、直列6気筒エンジン搭載のオースチン・A99・ウエストミンスター、ウーズレー・6/99、バンデン・プラ・プリンセス3リッターが登場した。このシリーズも1961年に刷新され、のオースチン・A110・ウエストミンスター、ウーズレー・6/110、バンデン・プラ・プリンセス3リッター・マークIIとなり、1968年まで生産された。
A40は比較的好評だったが、他のモデルは巨匠バッティスタ・ファリーナのデザインにもかかわらず、当時の英国車の旧式なシャシー設計や生産技術が災いしてか、同時期の彼の作品であるプジョー・404などとは対照的に、イタリアン・デザインの清新さが感じられず、各ブランドの生産車種の独自性が大きく損なわれたこともあり、概して不評であった。一説によれば、ファリーナはBMC中型サルーンのオファーに対し、より洗練された別のデザインを本命に用意していたが、BMCでのデザイン・プレゼンテーションで、ファリーナが故意に不出来に仕立て、本命デザインを引き立てるための「当て馬」に見立てていた不格好なデザインが、案に相違して本採用されてしまった、とも伝えられる。
この頃から顕著になりはじめていた英国車の販売減退傾向は、BMCおよびBLMCの大合併、ルーツ・グループのクライスラーによる乗っ取りなどに代表されるブランド戦略の混乱、更にその後ストライキ多発など労働現場の混乱による品質低下が製品自体への信頼も下落させ、中級以上のモデルにおける保守的に過ぎた設計に加え、魅力に乏しいデザインも一因と言われるが、中型「ファリーナ・サルーン」の不評はその顕著な一例と言える。